# Bagratashen
Bagratashen (in armeno Բագրատաշեն?; fino al 1960 Lambalu, 1960-1972 Debedashen/Debetashen) è un comune dell'Armenia di 3.308 abitanti (2010) della provincia di Tavush, sul confine della Georgia. La città fu rinominata in onore di Bagrat Vardanian (1894-1971), Eroe del Lavoro Socialista.
Bagratashen rappresenta il più importante valico di frontiera dell'Armenia, essendo chiusi i confini da parte di Turchia ed Azerbaigian. Nella primavera 2013 partiranno al varco doganale i lavori per la costruzione di un nuovo e più largo ponte che consentirà un transito più agevole e tempi di attesa meno lunghi.

## Storia
Nel 1994 fu sede di un attentato al mercato che fece 14 vittime e 46 feriti.